# カセア科
カセア科 (Caseidae) は古生代ペルム紀に生息した初期単弓類（旧「哺乳類型爬虫類」）の絶滅した分類群。単弓綱・盤竜目・カセア亜目。
カセア科はカセア亜目を構成するグループの一つで、もう一方のエオシリス科から進化したとされる。エオシリス科とさほど変わらぬ小型のものから、盤竜類では最大となる、4mを超すコティロリンクスの様な大型種を含む。食性は、主に植物食であったと思われる。

## 進化史
このグループは同じ植物食盤竜類であるエダフォサウルス科と入れ替わる様に現れた。しかし、その歯や顎関節の形態はエダフォサウルス科よりも祖先的な形態を留めていた。しかしこのグループは、乾燥に晒された沼沢地を離れ、森林地帯へ進出する事で他者との競争をする事なく容易に食物を確保することができた。そのために彼らは大型化し、他を寄せ付ける事の無い存在となった。それ故彼らは盤竜類中最も長く生き延びることができたと思われる。しかし台頭してきた獣弓類に追われる様に勢力は衰退し、ペルム紀中期（カザン期又はガダルピアン期）末（約2億6,000万年前）、ロシアに生息していたエンナトサウルスの化石を最後に、カセア科の痕跡は途絶える。また、これは（獣弓類へと進化したものを除く）盤竜類の最後の属であった。

## 形態
樽の様な太い胴体と、それに比してアンバランスなまでに小さな頭蓋を持っていた。これは、熱的慣性を高める為の適応だったと思われる。つまり、帆を持ったディメトロドンやエダフォサウルスとは別のアプローチで体温調節を行っていたと思われる。またこの胴体は、摂食した植物を貯蔵、発酵させ、消化、吸収を助ける為の発酵タンクとして利用していたと思われる。
頭骨で目立つのは、前後に拡大した鼻孔である。これは、嗅覚が発達しているか、呼気、吸気の湿度調整のための器官があったと推定される。また、頭頂孔は目立つ存在である。
歯は同じ草食であるエダフォサウルスと同様、ほとんど同じ形になっている。これは、他の盤竜類とは逆の傾向である。ただし、祖となるエオシリス科は既に犬歯が発達するなど異歯性が現れているため、両者の間に関連は無い。

## 生態
高地に生息し、その小さな頭でシダや裸子植物などを千切りとって食べていたとされる。その体躯故に成体はほとんど外敵がおらず、植物を食べては樽状の胴体に収められた消化器の中で発酵、吸収するのをじっと待つという鈍重な植物食生物であったと推定されている。

## 分類
- 単弓綱 Synapsida
  - 盤竜目 Pelycosauria
    - 真盤竜亜目 Eupelycosauria
    - カセア亜目 Caseasauria
      - エオシリス科 Eothyrididae : エオシリス
      - カセア科 Caseidae
        - カセア属 Casea)
        - コティロリンクス属 Cotylorhynchus
        - エンナトサウルス属 Ennatosaurus

      - 獣弓目 Therapsida